# Valentin Rupiță
Valentin Rupiță (n. 2 mai 1962, București) este un actor român.
Vali Rupiță – date biografice
Valentin Cristian Rupiță, cunoscut publicului drept Vali Rupiță, s-a născut în cartierul bucureștean Uranus, în anul 1962. Este actor, regizor, producător TV, producător muzical și realizator de emisiuni de televiziune și radio. S-a remarcat, de asemenea, ca solist vocal, interpretând de-a lungul carierei sale muzică ușoară, coveruri, dar și muzică lăutărească.
Vali Rupiță este căsătorit cu realizatoarea TV Monica Cornea și are un fiu, pe Radu Rupiță, care la rândul său are o carieră în domeniul televiziunii.
În prezent
2005 – prezent – Asociația Partida Romilor „Pro-Europa”, Director Departament Mass-Media. 
În prezent, Vali Rupiță coordonează Departamentul Mass-Media al Asociației Partida Romilor „Pro-Europa”, organizația reprezentativă a minorității rome în Parlamentul României. Încă din anul 2005 a realizat împreună cu echipa sa emisiuni și alte produse media dedicate promovării culturii și tradițiilor etniei rome, transmise de-a lungul timpului pe mai multe posturi de televiziune private.
2005 – „De-a alba-neagra”
2005 – 2007 – „Caravana Romilor”
2010 – 2012 – „Și eu m-am născut în România” – Prima TV
2015 – 2023 – „Din viața romilor” – Național TV
2022 – prezent – podcastul „La un ceai cu rom” (difuzat online)
2023 – prezent – „Romi pentru România” – B1 TV
Educație
Școala de Muzica nr. 2 din București, contrabas si pian - 1978
Școala Populară de Arte, secția canto - muzică ușoară – 1986
Universitatea Media, Facultatea de Cinematografie și Televiziune, secția Regie Film și TV, între 2005-2009 
Studii postuniversitare - Management și Leadership - la Academia de Studii Economice, Facultatea de Management  - 2013
Activitate
1987 - debutează ca solist vocal de muzică ușoară la Estrada Ministerului de Interne
1989 – își continuă activitatea de solist vocal la Ansamblul de Estradă al Armatei Române
1994 – debutează în televiziune, la Amerom TV / Canal 38 (devenit ulterior Prima TV), la emisiunea „O lume nebună, nebună” cu Melania Medeleanu.
1996 – începe colaborarea cu Florin Călinescu, la PRO TV, în cadrul emisiunii „Ora 7, Bună Dimineața”.
1996-2000 și 2004 – actor și regizor secund la „Chestiunea zilei” cu Florin Călinescu, la PRO TV. Între 2002-2003, emisiunea „Chestiunea zilei”, a fost produsă și difuzată de postul Tele 7 ABC.
1999 - 2002 – producător TV, emisiunile muzicale „Cântă-mi, lăutare” și „Chef de Chef”, la  postul Acasă 
2001 - 2003 – Consilier al directorului general Tele 7 ABC
2002 – Producător TV, emisiunile „Sport7” și „Cu lăutarii după mine”, Tele 7 ABC
2003 - 2005 – Regizor secund, emisiunea „Duminica de Duminica”, la PRO TV
2005 – 2006 – Producător TV, emisiunile „De Suflet” și „Acasă la români”, PRO TV INTERNATIONAL
2005-2008 - Realizează emisiunea de radio Taraf FM, alături de fiul sau, Radu Rupiță, difuzată la postul de radio Info PRO
2006 - 2007 - Actor și regizor artistic, sitcom „Meseriașii”, la PRO TV
2007 - Regizor artistic, show-ul de improvizație „Țaca Paca”, PRO TV
2007, 2008, 2009 – a produs show-urile de Revelion „Made in Romania”, PRO TV
2008 - Regizor secund, emisiunea „O-la-la”, PRO TV
2008 – Producător executiv și producător muzical în filmul artistic „Poveste de cartier”
2005-2008 - Consilier Parlamentar, Cabinet Deputat Nicolae Păun
În domeniul muzical
Vali Rupiță a fost consilier și producător muzical al casei de discuri MediaPro Music. A contribuit la realizarea a peste 100 de albume și compilații, colaborând cu artiști precum Mioara Lincan, Nelu Ploieșteanu, Marian Mexicanu, Nicu Paleru, Ionuț Dolănescu, Margareta Clipa, Dan Armeanca, Jean de la Craiova, George Udilă, Costel Fulgerică, Maria Cârneci, Ileana Ciuculete dar și Loredana Groza, pentru care a produs albumul „Agurida”. 
În anul 2009, Vali Rupiță lansează propriul său album, intitulat „La cârciuma lu’ Nea Fane – Cântece de mare șpriț”, în memoria lui Gică Petrescu. Albumul cuprinde 15 piese, dintre care două colaje, împreună redând atmosfera de petrecere a cârciumilor din anii ’70 și ’80. 
Filmografie (actor)
Sitcom-uri și seriale de televiziune
- 1996 - 2004 - „Chestiunea Zilei”, PRO TV și Tele 7 ABC
- 2004 - Sică Ciomag în „Numai Iubirea” (serial/telenovelă) - PRO TV
- 2005 - Titi Burghiu în „Lacrimi de iubire” (serial/telenovelă) - PRO TV
- 2006 - 2007 - Fast Food în „Meseriașii” (sitcom) - PRO TV
- 2007 - Nea Fane în „Inima de țigan” (serial/telenovelă) - PRO TV
- 2008 - Nea Fane în „Regina” (serial/telenovelă) – PRO TV
- 2008 – „Doctori de mame” (serial) – Acasă
- 2009 – Nea Fane în „State de România” (serial/telenovelă) - PRO TV
- 2021 – „Lecții de viață” (serial) – PRO TV
- 2021 – „ Povești de familie” (serial) – Antena 1
- 2022-2023 – Mămică în „Las Fierbinți” (serial) – PRO TV
- 2022-2023 – Mitriță / Vecinul în „Clanul” (serial) – PRO TV

Filme artistice
- Borilă, în Supravietuitorul (2008), regia Sergiu Nicolaescu
- Bodyguardul, în Poveste de Cartier (2008), regia Theodor Halacu
- Gregor, în Bunraku (2010), regia Guy Moshe
- 2,60 Lei (2015), regia Camelia Popa
- Prapore, în Nunți, botezuri, înmormântări (2022), regia Alexandru Lustig

## Filmografie

### Actor
- Supraviețuitorul (2008) - Borilă
- Poveste de cartier (2008) - „gorila” lui Da Vinci

- Lacrimi de iubire( 2005)-Titi Burghiu
- Inima de tigan (2008)-Nea Fane
- Doctori de mame (2008) - Fane Grasu
- Regina (2008)-Nea Fane
- Bunraku(2008)-Gregor
- State de Romania(2009)-Nea Fane
- Meseriașii(2005-2007)-Fast Food

### Producător executiv
- Poveste de cartier (2008)

## Producții de televiziune

### Actor
- Chestiunea Zilei (1996-2005)
- Numai Iubirea - Sică Ciomag (2004)
- Lacrimi de iubire - Titi Burghiu (2005)
- Meseriașii - Fast Food (2006)
- Inima de țigan - Nea Fane (2007)
- Regina - Nea Fane (2008)
- Bunraku - Gregor (postproducție 2009)
- State de Romania- Nea Fane (2009)
- 2,60 Lei (2015)
- Povesti de familie-Fane-(2021)
- Povesti de viata-(2021)

### Regizor
- Chestiunea Zilei (1998-2003)
- Duminică de Duminică (2003-2004)
- Meseriașii (2005-2007)
- Țaca-Paca (2006)
- Ola La La (2008-2009)
- Caravana Romilor (2005-2007)
- Si Eu M-am Nascut in Romania(2010-2018)
- Ziua cea mai Lunga(2012)
- Meserii cu cantec (2013)
- Ioana ''O Ruga,o dorinta,un vis inplinit''(2015)
- Din Viata Romilor(2018 si in prezent)

### Producător
- "De Suflet" - emisiune PRO TV INTERNAȚIONAL 2005-2006
- Canta-mi Lautare(1997)
- Chef de Chef(1997)
- Sport 7 (2002)
- Cu Lautari dupa Mine (2002)
- Acasa la Romani (2005-20006)
- Revelion 2007, 2008 " Made in Romania" - producător artistic